# 沖豊治
沖 豊治（おき とよじ、1899年6月16日 - 1981年6月6日）は、日本の経営者。兼松社長を務めた。

## 来歴・人物
石川県金沢市出身。1921年に神戸商科大学を卒業し、同年に神戸兼松商店に入社した。1944年に兼松取締役に就任し、1948年に専務を経て、1952年から1965年11月までに社長を務めた。
1961年に藍綬褒章を受章し、1969年11月に勲三等旭日中綬章を受章した。
1981年6月6日、急性心不全のために死去。81歳没。